# Baie des Vents
La baie des Vents (en anglais : bay of Winds) est une baie de l'Antarctique.
Elle se situe entre cap Dovers et Avalanche Rocks.
Elle a été découverte par l'expédition antarctique australasienne (1911-1914) de Douglas Mawson.